# باداخوس
باداخوس (عربی: بطلیوس، اسپانیایی: Badajoz، در اسپانیایی z س تلفظ می‌شود) مرکز استان باداخوس اسپانیا است. جمعیت آن بیش از ۲۰۰ هزار نفر و مساحتش ۱۴۷۰ کیلومتر مربع است.

## تاریخ
این شهر از جمله شهرهای اسپانیا است که توسط مسلمانان ساخته شد. این شهر در سال ۸۷۵ میلادی به دستور ابن مروان مسلمان گالیسیایی ساخته شد و پس از ۱۰۲۲ میلادی پایتخت یک امیرنشین امارت باداخوس کوچک شد. در سال ۱۲۲۹ میلادی به دست آلفونسوی نهم پادشاه لئون افتاد.